# 城西大学附属城西中学校・高等学校
城西大学附属城西中学・高等学校（じょうさいだいがくふぞくじょうさいちゅうがく・こうとうがっこう）とは、東京都豊島区千早一丁目に所在し、中高一貫教育を提供する私立中学校・高等学校。高等学校において、中学校から入学した内部進学の生徒と高等学校から入学した外部進学の生徒との間では、第1学年から混合して第2学年から文理別クラスを編成する併設型。設置者は学校法人城西学園。略称は城西、城西大城西、城西大附城西など。

## 概要
1918年に中島久万吉らが実業界の人材育成を目的とした実務学校として創立。その後、1924年に池袋児童の村小学校の創立者である野口援太郎が学園長に就任し、同小学校の中等部と位置づけて「城西学園」に改組、大正自由教育の実践校となる。
城西大学と冠しているが、本校の設置者は学校法人城西大学ではなく、同大学の系属校としての位置づけである(城西大学は1965年に、当時の大蔵大臣水田三喜男と校長の新藤富五郎によって設立されており、城西高等学校の方が創立は先である)。城西大学への進学枠は確保されている。
城西放射線技術専門学校が同一敷地内に設置されているが、夜間専門学校のため交流はほとんどない。創立記念日は6月18日。総生徒数は中学・高校を合わせて1120名前後（2025年現在）。

## 教育目標
- 建学の精神「報恩感謝（恩に報い、感謝の念を忘れない）」の念を発揚して、独立自尊・恩愛に報い、心身ともに健康で社会の発展に奉仕する人材の育成をはかる。
- 大正自由教育の理念に基づき、人類愛に根ざした「天分の伸長」「個性の尊重」「自発活動の尊重」「人間の尊厳」「平等主義」を掲げている。

## 特色
- 2012年度以前は学級をコース別、能力別、文理別にせず、学力や男女比などあらゆる要素を均等化した「自然学級編成」を全ての学年で行っていた。現在は高校2年次より文理別クラス編成を行い、他大学受験に対応した編成を行っている。
- CS（Culture and Sports）クラスが2012年度より高等学校に新設された。野球、陸上で全国大会を目指す生徒や外部のスポーツチーム、芸能界での活動を行う生徒が所属、活動を支援している。
- 1982年にアメリカ合衆国オレゴン州、Sweet home High schoolと姉妹校協定を締結して以来、学校間の国際交流の歴史が３５年以上続いており、現在ではアメリカ合衆国、オーストラリア、ニュージーランド、カナダ、中国、韓国、台湾の７か国１3校の姉妹校（提携校）を持つ。留学生の派遣、受け入れに積極的であり、高校では各クラスに平均１名、海外からの留学生が在籍している。
- 2018年に創立100周年を迎え、JOSAI Future Global Leader Program がスタートし、中高一貫教育プログラムが再構築された。中学三年次に全員に対してオーストラリアで海外研修を実施、ホームステイをしながら現地提携校の授業に参加する短期留学プログラムに参加、「親元を離れて海外で生活する体験」「英語で現地校の授業を理解する体験」が同校一貫教育の軸となっている。
- 2022年より日米学術センターと提携、USデュアルディプロマプログラムを導入。アメリカ合衆国のプロビデンスカントリーデイスクールの授業にオンラインで参加、一定の成績基準をクリアする事でアメリカ国内の高卒資格の同時取得が可能になり、海外名門大学への進学が保証されるようになった。
- AC（Academic and Creative）クラスが2024年度より高等学校に開設（普通クラスを改称）。国公立大進学対応カリキュラムや探究学習の展開を強化する。

## 沿革
- 1918年 - 城西実務学校設立　設立者は中島久万吉
- 1925年 - 城西学園に改称　池袋児童の村小学校の創設者野口援太郎が学園長に就任
- 1948年 - 学校法人城西学園に改組　城西高等学校設立
- 1965年 - 城西大学設立　城西大学の副学長に当時の校長である新藤富五郎が就任
- 1973年 - 城西大学附属城西高等学校に改称
- 1991年 - 城西大学附属城西中学校を設置　中高一貫校となる
- 2004年 - 新校舎運用開始

## 主な部活動
- 硬式野球部　1974年夏（第56回）、1979年夏（第61回）に全国高等学校野球選手権大会に出場。1974年は高橋慶彦（卒業後にドラフト3位で広島東洋カープに入団）の活躍により3回戦、1979年はベスト8に進出している[1][2]。
- 陸上部[3] の強豪校として有名。2009年よりシドニーオリンピック元日本代表選手、山村貴彦が保健体育教諭、陸上部総監督顧問に就任。以降、国体や世界ユース大会での成果を挙げた[4]。2014年よりアトランタオリンピックマラソン代表で日清食品の実井謙二郎が長距離部門コーチに、2015年よりアテネオリンピック、北京オリンピック110メートルハードル日本代表の内藤真人が保健体育教諭、障害競走部門顧問に就任した。2015年には高校2年のサニブラウン・アブデル・ハキームが2020年東京オリンピックにおいて特に活躍が期待される才能を持った競技者として日本陸連「ダイヤモンドアスリート」に選抜[5] された。同年にコロンビアで実施された世界ユース大会100m、200m決勝ではウサイン・ボルトの高校生当時の大会記録を塗り替えて優勝（短距離で世界大会優勝はジュニア、ユース、シニアを通じて日本人初）を果たし、高校生にして世界陸上（北京大会）出場の快挙を成し遂げた。さらに2017年、塚本ジャスティン淳平が[6] ダイヤモンドアスリートに選抜され、北京オリンピック10000メートル日本代表の渋井陽子が女子長距離部門コーチに加わった[7]。
- ダンス部　『第9回 日本高校ダンス部選手権 新人戦』東日本大会（2016年3月）において入賞した。

『第9回 日本高校ダンス部選手権 夏の大会』関東甲信越大会Bブロックにおいて優勝し、初の全国大会出場を果たした（2016年8月）。翌年（2017年）、『第10回 日本高校ダンス部選手権 夏の大会』関東甲信越大会Aブロックにおいて入賞し、この入賞により、2年連続で全国大会出場を果たした。同時に、中学ダンス部も『第6回 日本中学校ダンス部選手権 東日本大会』で入賞し、全国大会初出場を果たした。2018年には『第11回 日本高校ダンス部選手権 新人戦』東日本大会にてベストインパクト賞を受賞。過去３年間のダンス部選手権にて中高合わせて5度の大会受賞歴を誇るダンス部は、都内ダンス部強豪校のトップ10（スモールクラス）に選出されるほど注目されている。同年11月、一般社団法人 ダンス教育振興連盟（JDAC）が主催する『第4回 全日本ダンス教育指導者　指導技術コンクール』にて中高ダンス部が優秀作品賞として表彰された。2019年、中学ダンス部が『第８回 日本中学校ダンス部選手権 東日本大会』で入賞し、2年ぶりの全国大会出場を果たした。同年11月、一般社団法人 ダンス教育振興連盟（JDAC）が主催する『第５回 全日本ダンス教育指導者　指導技術コンクール』にて中高ダンス部が優秀作品賞として表彰された。

## 進路
系列の城西大学、城西国際大学、日本医療科学大学へ進学を希望する生徒は全体の10パーセント程度であり、多くの生徒は系列以外の他大学、専門学校に進学を希望する。城西大学への内部進学は併願利用が可能となっている。

## 著名な卒業生
- サニブラウン・アブデル・ハキーム（陸上短距離選手）
- 中島佑気ジョセフ（陸上選手）
- 高橋慶彦 （元プロ野球選手）
- 小泉泰重（元プロ野球選手）
- 山田潤（元プロ野球選手）
- 陣在ほのか(スパルタンレース選手、在学中は陸上部)
- 水森かおり （歌手）
- 橋幸夫 （歌手）
- つのだ☆ひろ （歌手）
- 大泉滉 （俳優、中退）
- 柳家亀太郎（粋曲）
- 木下斉（社会起業家）
- 小原秀明 (俳優)
- 木の実ナナ （歌手、中退）
- 根本由美（女優）
- 野々村真 （タレント、明治大学付属中野高等学校定時制へ編入）
- 水町レイコ（女優）
- 吉田豪（プロインタビュアー）
- 有末麻祐子（モデル・タレント）
- 大谷清美（群馬テレビアナウンサー）
- 佐々木武海（南日本放送アナウンサー）
- 梶田昭（医学博士）
- 寺沢功一（ミュージシャン）
- 山田正義（Youtuber、STスタジオのメンバー）[要出典]
- アドリアン・カルボネ（日本研究者、ルーヴェン大学文学部日本学科長）
- 澤部渡（スカート）（ミュージシャン）

## 交通
- 要町駅（東京メトロ有楽町線・副都心線）より徒歩6分
- 椎名町駅（西武池袋線）より徒歩7分